# グランプリ・デ・ナシオン
グランプリ・デ・ナシオン（Grand Prix des Nations）は、1932年から2004年まで通算70回開催された自転車競技のロードレースである。フランスの秋シーズンのクラシックレースであるとともに、個人タイムトライアルのワンデーレースであった。

## 沿革

### 当初からハイレベルな戦い
1932年に非公式ながらも、個人タイムトライアルの世界一決定戦の意味合いを持つレースとして誕生。ただし非公式とは言いながらもタイムトライアルレースという特徴である手前、出場選手は少数かつ厳選され、主要ステージ＆クラシックレースにおいて優勝経験があるような選手が大半であった。したがって歴代優勝者はロードレース史に名を刻む名選手ばかりである。とりわけ、ジャック・アンクティルは6連覇を含む通算9回の優勝実績があり、ベルナール・イノーも通算5回制覇している。
1955年まではおおよそ約140kmで行われたが、その後距離は短縮され、1965年には約90kmとなり、晩年は約75kmとなった。
ちなみに1958年から1988年まで年間表彰制度として実施されてきたスーパープレスティージュ争いを占う上において、当レースは非常に重要な意味合いを持っていた。選手のレベルの高さも手伝って設定ポイントも高く、年によっては、このレースを制した選手が従前の順位を逆転し、そのままスーパープレスティージュも受賞したほどである。

### 廃止となった経緯
1994年、世界自転車選手権のロードレース種目として新たに当レースと全く同種の種目が新設された。さらにプロ・アマオープン化に伴い、エリートとして登録されている選手であれば誰でも出場することができるようになった夏季オリンピックにおいても個人タイムトライアル種目が設けられることになった。
これにより、グランプリ・デ・ナシオンの権威は次第に薄れ、既に自らが主催する世界選手権大会において同様の種目を実施している国際自転車競技連合（UCI）は2005年より実施することになったUCIプロツアーの対象レースから当レースを除外することを決めた。ツール・ド・フランス等のレースを組織・運営するASOも「もうこのレースの意義は見出せない」とさじを投げた。したがって当レースそのものは2004年をもって廃止された。

### 名称だけは残したい
しかしかつて、パリ〜ブレスト〜パリ（1891年〜1951年）、ボルドー〜パリ（1891年〜1988年）といった名物レースが廃止された経緯を憂う一部のフランス人から、『ナシオン』という名称を何とか他のレースであっても継承できないものかという提唱がなされた。その結果、1982年より実施されている（現在はUCIヨーロッパツアーのレース）、同じくタイムトライアルレースである「クロノ・デ・エルビエ」というレースに用いることに決まり、2006年よりクロノ・デ・ナシオンと名称が改められた。

## 歴代優勝者
- 2004年 - ミヒャエル・リッヒ  ドイツ
- 2003年 - ミヒャエル・リッヒ  ドイツ
- 2002年 - ウーヴェ・ペシェル  ドイツ
- 2001年 - イエンス・フォイクト  ドイツ
- 2000年 - ランス・アームストロング  アメリカ合衆国
- 1999年 - セルゲイ・ゴンチャール  ウクライナ
- 1998年 - フランシスク・テシエ  フランス
- 1997年 - ウーヴェ・ペシェル  ドイツ
- 1996年 - クリス・ボードマン  イギリス
- 1995年 - 開催されず
- 1994年 - トニー・ロミンゲル  スイス
- 1993年 - アルマンド・デ・ラス・クエバス  フランス
- 1992年 - ヨハン・ブリュイネール  ベルギー
- 1991年 - トニー・ロミンゲル  スイス
- 1990年 - トーマス・ヴェクミュラー  スイス
- 1989年 - ローラン・フィニョン  フランス
- 1988年 - シャーリー・モテ  フランス
- 1987年 - シャーリー・モテ  フランス
- 1986年 - ショーン・ケリー  アイルランド
- 1985年 - シャーリー・モテ  フランス
- 1984年 - ベルナール・イノー  フランス
- 1983年 - ダニエル・ギジーガー  スイス
- 1982年 - ベルナール・イノー  フランス
- 1981年 - ダニエル・ギジーガー  スイス
- 1980年 - ジャン・リュク・ファンデンブルック  ベルギー
- 1979年 - ベルナール・イノー  フランス
- 1978年 - ベルナール・イノー  フランス
- 1977年 - ベルナール・イノー  フランス
- 1976年 - フレディ・マルテンス  ベルギー
- 1975年 - ロイ・スヒュイテン  オランダ
- 1974年 - ロイ・スヒュイテン  オランダ
- 1973年 - エディ・メルクス  ベルギー
- 1972年 - ロジェ・スウェルツ  ベルギー
- 1971年 - ルイス・オカーニャ  スペイン
- 1970年 - ヘルマン・バンスプリンゲル  ベルギー
- 1969年 - ヘルマン・バンスプリンゲル  ベルギー
- 1968年 - フェリーチェ・ジモンディ  イタリア
- 1967年 - フェリーチェ・ジモンディ  イタリア
- 1966年 - ジャック・アンクティル  フランス
- 1965年 - ジャック・アンクティル  フランス
- 1964年 - ワルテル・ブケ  ベルギー
- 1963年 - レイモン・プリドール  フランス
- 1962年 - フェルディナント・ブラック  ベルギー
- 1961年 - ジャック・アンクティル  フランス
- 1960年 - エルコーレ・バルディーニ  イタリア
- 1959年 - アルド・モゼール  イタリア
- 1958年 - ジャック・アンクティル  フランス
- 1957年 - ジャック・アンクティル  フランス
- 1956年 - ジャック・アンクティル  フランス
- 1955年 - ジャック・アンクティル  フランス
- 1954年 - ジャック・アンクティル  フランス
- 1953年 - ジャック・アンクティル  フランス
- 1952年 - ルイゾン・ボベ  フランス
- 1951年 - ユーゴ・コブレ  スイス
- 1950年 - モリス・ブロム  ベルギー
- 1949年 - シャルル・コスト  フランス
- 1948年 - ルネ・ベルトン  フランス
- 1947年 - ファウスト・コッピ  イタリア
- 1946年 - ファウスト・コッピ  イタリア
- 1945年 - エロワ・タサン  フランス
- 1944年 - エミール・カララ  フランス
- 1943年 - ヨゼフ・ソメルス  ベルギー
- 1942年 - ジャン・マリ・ゴアマ  フランス / エミール・イデ  フランス
- 1941年 - ユレス・ロッシ  イタリア王国 / ルイ・エマール  フランス
- 1938年 - ルイ・エマール  フランス
- 1937年 - ピエール・コガン  フランス
- 1936年 - アントナン・マーニュ  フランス
- 1935年 - アントナン・マーニュ  フランス
- 1934年 - アントナン・マーニュ  フランス
- 1933年 - レイモン・ルヴィオ  フランス
- 1932年 - モリス・アルシャンボー  フランス